# Otomys occidentalis
Otomys occidentalis är en däggdjursart som beskrevs av Fritz Dieterlen och Van der Straeten 1992. Otomys occidentalis ingår i släktet Otomys och familjen råttdjur. IUCN kategoriserar arten globalt som sårbar. Inga underarter finns listade i Catalogue of Life.
Individerna når en kroppslängd (huvud och bål) av 13,2 till 16 cm, en svanslängd av 6,8 till 8,8 cm och en vikt av 69 till 88 g. Bakfötterna är 2,4 till 2,9 cm långa och öronen är 1,8 till 2,2 cm stora. Kännetecknande är en kraftfull kropp och ett stort huvud. På ovansidan förekommer brun till svartbrun päls och undersidan päls är grå till svartgrå. Framtänderna i över- och underkäken har en djup fåra. Antalet spenar hos honor är två par.
Arten förekommer i sydöstra Nigeria och norra Kamerun. Den lever i bergstrakter mellan 1900 och 3000 meter över havet. Habitatet utgörs av gräsmarker och av skogsgläntor.
Individerna är dagaktiva eller ibland under skymningen. Ytterligare uppgifter om levnadssättet saknas.